# Philippe du Terrail
Philippe du Terrail († 1532) war ein französischer Bischof.

## Leben
Philippe du Terrail war ein Bruder des berühmten Feldherrn Pierre du Terrail, dem »Ritter ohne Furcht und Tadel«. Er wurde im Palais seines Onkels Louis Allemand, Bruder der Mutter und Bischof von Grenoble, erzogen. Der Onkel gab ihm auch ein Kanonikat seiner Diözese. Philippe wurde bald Dekan des Kapitels und 1520 Bischof von Glandèves. Über die zwölf Jahre seines Episkopats ist nichts bekannt. Als er 1532 starb, folgte ihm sein Bruder Jacques im Amt.